# Jacob Adolph van Heeckeren

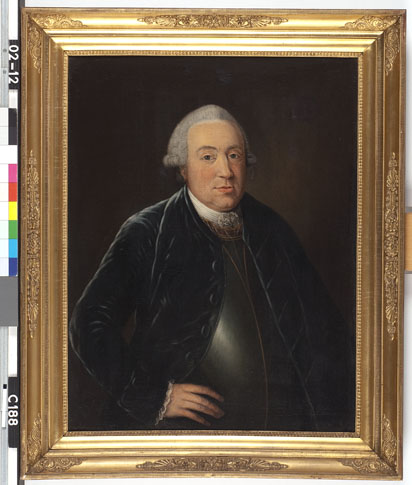

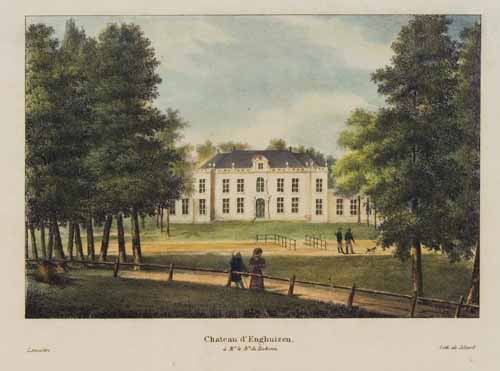
Enghuizen, bewoond door het echtpaar Van Heeckeren

Jacob Adolph van Heeckeren, heer van Enghuizen, Beurse, de Cloese en Langen (Zutphen, 6 juli 1724 - Huis Enghuizen, 18 oktober 1792) was een Nederlands bestuurder.

## Biografie
Van Heeckeren was een lid van de familie Van Heeckeren en een zoon van mr. Frans Jan van Heeckeren, heer van Enghuizen, Beurse, de Cloese en Langen (1694-1767), onder andere ook burgemeester van Doetinchem, en Transisalania Charlotte Juliana Agnes Adelheid des H.R.Rijksgravin van Rechteren (1704-1757). Hij trouwde in 1751 met Alexandrine Charlotte van Westerholt (1723-1778), lid van de familie Van Westerholt. Zij kregen dertien kinderen, onder wie Evert Frederik van Heeckeren (1755-1831) en Lodewijk van Heeckeren van de Cloese (1768-1831).
Van Heeckeren was vanaf 1746 lid van de ridderschap en van de Staten van Zutphen, tot aan zijn overlijden. Hij was daarnaast gedeputeerde van de Staten van Zutphen en ter Staten-Generaal, in beide functies vanaf 1777 tot aan zijn overlijden. In 1782 werd hij burgemeester van Doetinchem, wat hij tot zijn dood zou blijven.
- International Standard Name Identifier: 0000 0003 9163 959X
- Nederlandse Thesaurus van Auteursnamen: 070456534
- Virtual International Authority File: 285501758
- WorldCat: E39PBJvRWVdhFXYydpcFqDgqcP